# Cryptophagus pilosus
Cryptophagus pilosus är en skalbaggsart som beskrevs av Leonard Gyllenhaal 1827. Cryptophagus pilosus ingår i släktet Cryptophagus, och familjen fuktbaggar. Arten är reproducerande i Sverige.